# El sistema del Dr. Tarr i el professor Fether
El sistema del Dr. Tarr i el professor Fether (The System of Doctor Tarr and Professor Fether en anglés) és un relat humorístic d'Edgar Allan Poe, publicat per primera vegada en el diari Graham's Lady's and Gentleman's Magazine, al novembre de 1845.

## Argument
Dos joves burgesos van de viatge pel sud francés. Arriben a la rodalia d'un manicomi privat, que atrau la curiositat d'un d'ells. El seu acompanyant, que coneix el director de la institució, s'avé a presentar-li'l, i de seguit, per la seua fòbia als llunàtics, se n'acomiada. El jove és convidat a entrar pel director, que li informa de tot el que vol saber, però aviat se sorprén per la conducta d'uns i altres. En acabant, durant el sopar, tenen lloc fets extraordinaris.
El sistema del Dr. Tarr i el professor Fether ("tar" en anglés és 'quitrà', i "fether" 'feltre') pertany a la sèrie de contes grotescs de Poe, però, com Les ulleres, presenta algunes característiques singulars. Tots dos admeten l'etiqueta de “relats de tesi”, és a dir, que fan pensar que el seu autor hi intercalà conviccions o opinions sobre qüestions més o menys extraliteràries; curiosament, tots dos també es troben ambientats a França i protagonitzats per dos pobres incauts.
Si en Les ulleres es recrea una dialèctica romàntica-antiromàntica, en aquest l'oposició s'entaula entre bogeria i seny. Quant a això, l'historial “psiquiàtric” de Poe es remunta molt enrere en el temps. Ja en vida, sovint el titllaven de cràpula i borratxo els seus enemics literaris, i això alguna vegada estigué a punt de dur-lo a un duel. Els exagerats continguts dels seus relats terrorífics feien preguntar-se a uns i altres si l'autor girava redó.
Poe sembla riure's de tots en El sistema... El conte és sobretot un joc d'aparences i il·lusions. Els bojos semblen entenimentats i els entenimentats bojos. Els pacients ingressats en la maison de santé, amb l'inefable Monsieur Maillard al capdavant, actuen, almenys en principi, amb una afabilitat i un tarannà d'allò més naturals, mentre que els entenimentats, en el clímax del final, es comporten com bèsties sanguinàries dels quals els bojos fugen espaordits.
No és segur que Poe hi buscara en realitat un conte fàcilment publicable que fera somriure el públic lector. En qualsevol cas, en contra de l'opinió comuna sobre l'escriptor, va demostrar o bé no conéixer massa a fons el tema del seu relat (en la seua ingènua apreciació bogeria sembla consistir simplement en aquell jocós desvari que fa creure ser una altra cosa del que s'és en realitat), o bé hi cercava parodiar la pròpia bogeria, la qual mai deixà de cortejar perillosament.